# Krapinske Toplice
Krapinske Toplice es un municipio de Croacia en el condado de Krapina-Zagorje.

## Geografía
Se encuentra a una altitud de 167 m s. n. m. a 50,2 km de la capital nacional, Zagreb.

## Demografía
En el censo 2011, el total de población del municipio fue de 5 358 habitantes, distribuidos en las siguientes localidades:
- Čret - 576
- Donje Vino - 126
- Gregurovec - 132
- Hršak Breg - 142
- Jasenovac Zagorski - 73
- Jurjevec - 155
- Klokovec - 755
- Klupci - 119
- Krapinske Toplice -  1 282
- Lovreća Sela - 209
- Mala Erpenja - 604
- Maturovec -  88
- Oratje - 170
- Selno - 396
- Slivonja Jarek -  93
- Viča Sela - 189
- Vrtnjakovec - 249